# Pulau-pulau Banyak
Pulau-pulau Banyak är öar i Indonesien.   De ligger i provinsen Aceh, i den västra delen av landet, 1 400 km nordväst om huvudstaden Jakarta.